# Dalbulus
Genre
Dalbulus est un genre d'insectes hémiptères de la famille des Cicadellidae. Les hémiptères sont caractérisés par leurs deux paires d'ailes dont l'une, en partie cornée, est transformée en hémiélytre.

## Systématique
Le genre Dalbulus a été créé en 1950 par l'entomologiste américain Dwight Moore DeLong (d) (1892-1984) avec pour espèce type Dalbulus elimatus

## Liste d'espèces
Selon BioLib (19 juillet 2021) :
- Dalbulus charlesi Triplehorn & Nault, 1985
- Dalbulus chiapensis Triplehorn & Nault, 1985
- Dalbulus cimmyti Nault & Styer, 1994
- Dalbulus ebberti Nault & Styer, 1994
- Dalbulus elimatus (Ball, 1900) - espèce type
- Dalbulus gelbus DeLong, 1950
- Dalbulus gramalotes Triplehorn & Nault, 1985
- Dalbulus guevarai DeLong, 1950
- Dalbulus guzmani DeLong & Nault, 1983
- Dalbulus longulus DeLong, 1950
- Dalbulus maidis (DeLong, 1923)
- Dalbulus naulti DeLong & Tsai, 1989
- Dalbulus quinquenotatus DeLong & Nault, 1983
- Dalbulus tripsacoides DeLong & Nault, 1980

## Publication originale
- (en) Dwight M. DeLong, « The genera Baldulus and Dalbulus in North America including Mexico (Homoptera: Cicadellidae) », Bulletin of the Brooklyn Entomological Society, Brooklyn, Brooklyn Entomological Society (d), vol. 45,‎ octobre 1950, p. 105-116 (ISSN 1051-8932 et 1051-8940, lire en ligne).